# La Muraille de feu
Pour plus de détails, voir Fiche technique et Distribution.
La Muraille de feu (La Gerusalemme liberata) est un film de cape et d'épée italien réalisé par Carlo Ludovico Bragaglia et sorti en 1957.

## Synopsis
Au cours de la Première Croisade, Godefroy de Bouillon et son armée s'apprêtent à assiéger Jérusalem pour en déloger les infidèles. Lorsque Tancrède de Hauteville fait prisonnier Herminie, la fille du prince d'Antioche et Clorinde, cette dernière se laisse séduire par Tancrède. Jalouse, Herminie la dénonce comme alliée aux musulmans...

## Fiche technique
Sauf indication contraire, les informations mentionnées dans cette section peuvent être confirmées par la base de données cinématographiques IMDb,  présente dans la section « Liens externes ».
- Titre original : La Gerusalemme liberata[1]
- Titre français : La Muraille de feu[2]
- Réalisateur : Carlo Ludovico Bragaglia
- Scénario : Sandro Continenza d'après un poème de Le Tasse
- Photographie : Rodolfo Lombardi (it)
- Montage : Renato Cinquini (it)
- Décors : 	Ernest Kromberg
- Costumes : Giancarlo Bartolini Salimbeni (it)
- Musique : Roberto Nicolosi (it)
- Producteur : 	Ottavio Poggi
- Société de production : Max Production
- Pays de production :  Italie
- Langue de tournage : italien
- Format : Couleur (Ferraniacolor) - 2,35:1 - Son mono (Westrex) - 35 mm
- Durée : 97 minutes (1h37)
- Genre : Film de cape et d'épée
- Dates de sortie :
  - Italie : 23 décembre 1957
  - France : 17 juin 1959[2]

## Distribution
- Francisco Rabal  (VF : Rene Arrieu) : Tancrède de Hauteville
- Sylva Koscina  (VF : Claire Guibert) : Clorinda
- Gianna Maria Canale  (VF : Jacqueline Ferriere) : Armide
- Rik Battaglia  (VF : Jean-Claude Michel) : Renaud
- Philippe Hersent  (VF : Marc Valbel) : Godefroy de Bouillon
- Andrea Aureli  (VF : Andre Valmy) : Argante
- Livia Contardi  (VF : Ginette Franck) : Herminie
- Alba Arnova : Une danseuse dans le harem
- Nando Tamberlani  (VF : Serge Nadaud) : Pierre l'Ermite
- Cesare Fantoni  (VF : Jacques Eyser) : Aladin
- Edoardo Toniolo  (VF : Rene Blancard) : Raymond de Saint-Gilles
- Carlo Hintermann  (VF : Jean-Henri Chambois) : Dilone
- Ugo Sasso  (VF : Albert Medina) : Gernando
- Leonardo Bragaglia : Achille Sforza
- Fedele Gentile : Le commandant de la garnison
- Giulio Battiferri  (VF : Serge Nadaud) : L'ambassadeur musulman
- Fernando Ghia : L'écuyer de Rinaldo
- Teresa Ferrone  (VF : Joelle Janin) : Angelica
- Giovanni Panzetti  (VF : Pierre Michau) : Le mendiant
- Lino Basile  (VF : Serge Sauvion) : L'ecuyer de Tancrède
- Nazzareno Zamperla : un croisé
- Nino Marchetti : officier croisé
- avec les voix de Jacques Eyser (un musulman),Lita Recio (une paysanne),Joelle Janin (Sofronia)

## Sortie vidéo
Le film sort en France en DVD Blu-Ray chez Artus Film le 4 mai 2021.